# Zlatance
Zlatance (cirill betűkkel Златанце) egy falu Szerbiában, a Jablanicai körzetben, Crna Trava községben.

## Népesség
1948-ban 576, 1953-ban 522, 1961-ben 460, 1971-ben 358, 1981-ben 245, 1991-ben 193, 2002-ben pedig 158 lakosa volt, akik közül 153 szerb (96,83%), 4 ismeretlen.